# Vicariato apostólico de Galápagos
El vicariato apostólico de Galápagos (en latín: Vicariatus Apostolicus Galapagensis) es una circunscripción eclesiástica de la Iglesia católica en Ecuador. Se trata de un vicariato apostólico latino, inmediatamente sujeto a la Santa Sede. Desde el 29 de octubre de 2013 su vicario apostólico es el obispo Áureo Patricio Bonilla Bonilla, de la Orden de Frailes Menores.

## Territorio y organización

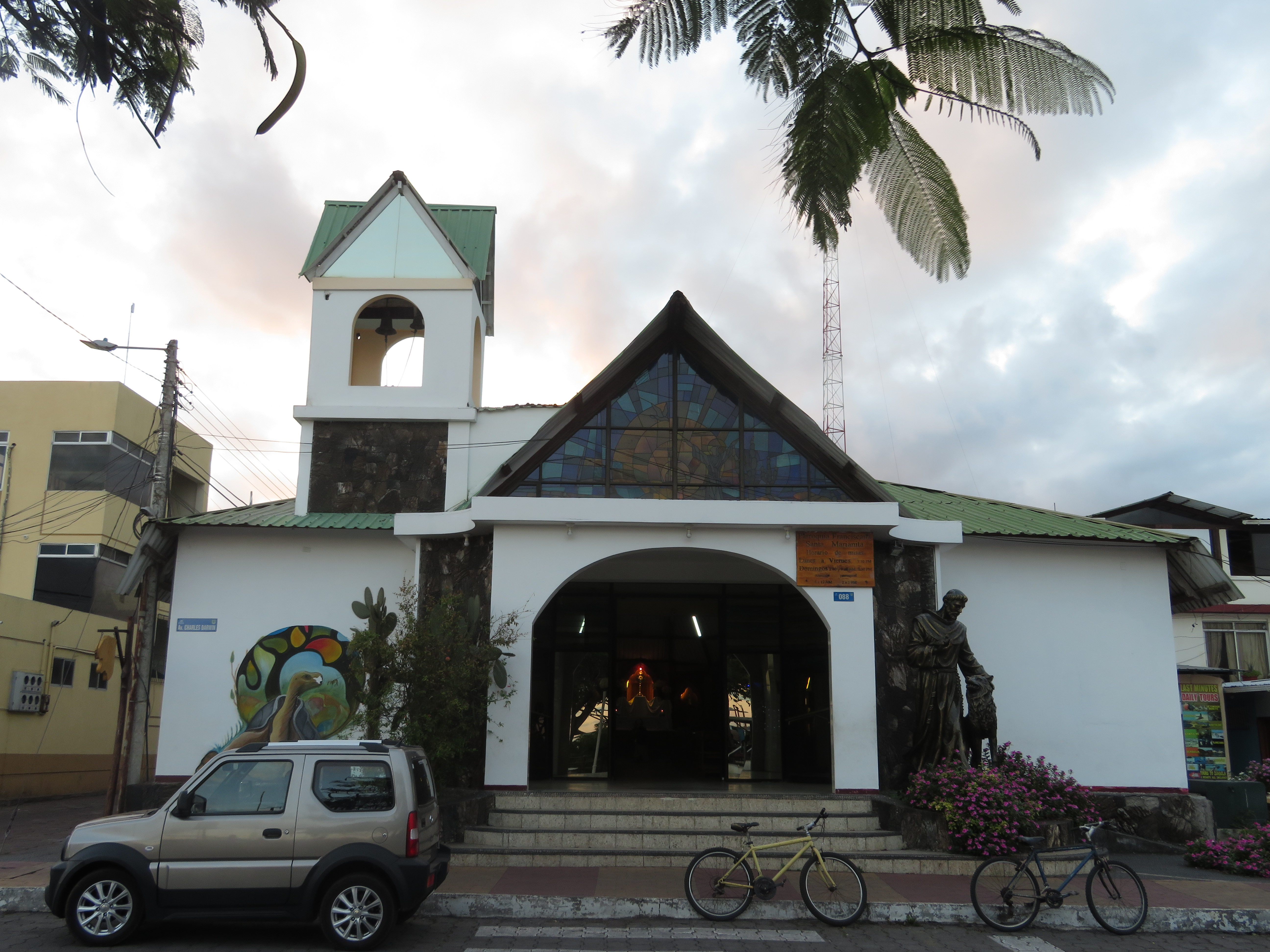
Iglesia de San Francisco en Puerto Ayora

El vicariato apostólico tiene 8010 km² y extiende su jurisdicción sobre los fieles católicos de rito latino residentes en la provincia de Galápagos. En 1978 el archipiélago fue declarado por la UNESCO Patrimonio de la Humanidad.
La sede del vicariato apostólico se encuentra en la ciudad de Puerto Baquerizo Moreno, en la isla de San Cristóbal, en donde se halla la Catedral de la Inmaculada Concepción.
En 2022 en el vicariato apostólico existían 11 parroquias.

## Historia

### Prefectura apostólica
La prefectura apostólica de Galápagos fue erigida el 6 de mayo de 1950 mediante la bula Peramplum quarumdam del papa Pío XII, obteniendo el territorio de la diócesis de Guayaquil (hoy arquidiócesis de Guayaquil). El primer prefecto apostólico fue el presbítero Pedro Pablo Andrade Sánchez, quien fue elegido el 5 de abril de 1951.
El 4 de septiembre de 1954, con la carta apostólica Quae una ab origine, el papa Pío XII proclamó a la Santísima Virgen María Inmaculada como patrona principal de la prefectura apostólica.

### Vicariato apostólico
El 15 de julio de 2008 la prefectura apostólica fue elevada a vicariato apostólico mediante la bula Quam Veneratus del papa Benedicto XVI.
Manuel Antonio Valarezo Luzuriaga, quién se desempeñaba como obispo prefecto apostólico de Galápagos, pasó a ser el primer obispo vicario apostólico.

## Estadísticas
Según el Anuario Pontificio 2023 el vicariato apostólico tenía a fines de 2022 un total de 25 520 fieles bautizados.
| Año                                                                             | Población            | Población | Población      | Sacerdotes | Sacerdotes    | Sacerdotes    | Bautizados por sacerdote | Diáconos permanentes | Religiosos | Religiosos | Parroquias |
| Año                                                                             | Bautizados católicos | Total     | % de católicos | Total      | Clero secular | Clero regular | Bautizados por sacerdote | Diáconos permanentes | Varones    | Mujeres    | Parroquias |
| ------------------------------------------------------------------------------- | -------------------- | --------- | -------------- | ---------- | ------------- | ------------- | ------------------------ | -------------------- | ---------- | ---------- | ---------- |
| 1963                                                                            | 3000                 | 3150      | 95.2           | 4          |               | 4             | 750                      |                      | 8          | 4          | 6          |
| 1968                                                                            | ?                    | 3300      | ?              | 6          |               | 6             | ?                        |                      | 10         | 9          |            |
| 1973                                                                            | 5000                 | 5200      | 96.2           | 6          | 1             | 5             | 833                      |                      | 7          | 5          | 5          |
| 1980                                                                            | 5000                 | 5200      | 96.2           | 4          | 1             | 3             | 1250                     |                      | 4          | 2          | 3          |
| 1990                                                                            | 13 800               | 14 400    | 95.8           | 4          |               | 4             | 3450                     |                      | 4          | 6          | 4          |
| 1999                                                                            | 13 500               | 16 000    | 84.4           | 7          | 5             | 2             | 1928                     |                      | 3          | 15         | 5          |
| 2000                                                                            | 14 000               | 17 000    | 82.4           | 8          | 6             | 2             | 1750                     |                      | 2          | 14         | 5          |
| 2001                                                                            | 14 000               | 17 000    | 82.4           | 8          | 7             | 1             | 1750                     |                      | 1          | 15         | 5          |
| 2002                                                                            | 14 100               | 17 166    | 82.1           | 7          | 6             | 1             | 2014                     |                      | 2          | 14         | 5          |
| 2003                                                                            | 14 500               | 18 000    | 80.6           | 8          | 7             | 1             | 1812                     |                      | 2          | 13         | 5          |
| 2004                                                                            | 14 600               | 19 000    | 76.8           | 9          | 7             | 2             | 1622                     |                      | 3          | 15         | 5          |
| 2008                                                                            | 16 000               | 21 000    | 76.1           | 9          | 9             |               | 1778                     |                      | 1          | 15         | 10         |
| 2010                                                                            | 17 000               | 22 500    | 75.6           | 15         | 13            | 2             | 1133                     |                      | 3          | 11         | 9          |
| 2014                                                                            | 17 900               | 24 000    | 74.6           | 18         | 16            | 2             | 994                      |                      | 4          | 12         | 10         |
| 2017                                                                            | 23 940               | 28 435    | 84.2           | 11         | 9             | 2             | 2176                     |                      | 4          | 11         | 11         |
| 2020                                                                            | 24 200               | 30 000    | 80.7           | 18         | 16            | 2             | 1344                     |                      | 3          | 12         | 11         |
| 2022                                                                            | 25 520               | 34 000    | 75.1           | 12         | 10            | 2             | 2126                     |                      | 3          | 12         | 11         |
| Fuente: Catholic-Hierarchy, que a su vez toma los datos del Anuario Pontificio. |                      |           |                |            |               |               |                          |                      |            |            |            |

## Episcopologio

### Prefectos apostólicos de Galápagos
| Foto | Nombre del titular                                       | Período                                                          | Fin del cargo (razón)                 |
|      | P. Pedro Pablo (Luis Reinaldo) Andrade Sánchez, O.F.M. † | 5 de abril de 1951-1959                                          | Renunció                              |
|      | P. Juan de Dios Campuzano, O.F.M. †                      | 20 de noviembre de 20 de noviembre de 1959-30 de octubre de 1967 | Renunció                              |
|      | P. Hugolino Félix Cerasuolo Stacey, O.F.M. †             | 3 de octubre de 1967-30 de mayo de 1975                          | Nombrado obispo auxiliar de Guayaquil |
|      | P. Serafín Luis Alberto Cartagena Ocaña, O.F.M.          | 17 de mayo de 1980-10 de septiembre de 1982                      | Nombrado vicario apostólico de Zamora |
|      | P. Víctor Manuel Maldonado Barreno, O.F.M.               | 1984-1990                                                        | Nombrado obispo auxiliar de Guayaquil |
|      | Manuel Antonio Valarezo Luzuriaga, O.F.M.                | 22 de junio de 1990-15 de julio de 2008                          | Nombrado vicario apostólico           |

### Obispos vicarios apostólicos de Galápagos
| Foto | Escudo | Nombre del titular                        | Período                                   | Fin del cargo (razón) |
|      |        | Manuel Antonio Valarezo Luzuriaga, O.F.M. | 15 de julio de 2008-29 de octubre de 2013 | Retirado              |
|      |        | Áureo Patricio Bonilla Bonilla, O.F.M.    | Desde el 29 de octubre de 2013            |                       |